# Craig Rocastle
Craig Aaron Rocastle (ur. 17 sierpnia 1981 w Londynie) – piłkarz grenadyjski grający na pozycji pomocnika.

## Kariera klubowa
Rocastle urodził się w Anglii, w rodzinie pochodzenia grenadyjskiego. Karierę piłkarską rozpoczął w Kingstonian, w którym zadebiutował w 2001 roku. Następnie w 2003 roku został zawodnikiem Chelsea. Przez 2 lata nie zadebiutował w niej jednak w Premier League i trzykrotnie bywał wypożyczany: do Barnsley, do Lincoln City i do szkockiego Hibernianu.
W 2005 roku Rocastle odszedł do Sheffield Wednesday. W 2006 roku najpierw był wypożyczony do Yeovil Town, a następnie oddany do Oldham Athletic. W sezonie 2007/2008 był zawodnikiem Port Vale, z którego był w 2008 roku wypożyczony do Gillingham. W sezonie 2008/2009 grał w greckim pierwszoligowcu, Trasiwulosie. W sezonie 2009/2010 grał w angielskich amatorskich klubach: Welling United, Dover Athletic i Forest Green Rovers.
W 2010 roku Rocastle został piłkarzem Kansas City Wizards z amerykańskiej Major League Soccer.

## Kariera reprezentacyjna
W reprezentacji Grenady Rocastle zadebiutował 26 listopada 2010 w zremisowanym 1:1 meczu Pucharu Karaibów 2010 z Martyniką. W 2011 roku został powołany do kadry na Złoty Puchar CONCACAF 2011.